# Cantone di Braine
Il Cantone di Braine era una divisione amministrativa dell'arrondissement di Soissons,  con capoluogo Braine.
A seguito della riforma approvata con decreto del 21 febbraio 2014, che ha avuto attuazione dopo le elezioni dipartimentali del 2015, è stato soppresso.

## Composizione
Comprendeva i 41 comuni di:
- Acy
- Augy
- Bazoches-sur-Vesles
- Blanzy-lès-Fismes
- Braine
- Brenelle
- Bruys
- Cerseuil
- Chassemy
- Chéry-Chartreuve
- Ciry-Salsogne
- Courcelles-sur-Vesles
- Couvrelles
- Cys-la-Commune
- Dhuizel
- Glennes
- Jouaignes
- Lesges
- Lhuys
- Limé
- Longueval-Barbonval
- Merval
- Mont-Notre-Dame
- Mont-Saint-Martin
- Paars
- Perles
- Presles-et-Boves
- Quincy-sous-le-Mont
- Révillon
- Saint-Mard
- Saint-Thibaut
- Serches
- Sermoise
- Serval
- Tannières
- Vasseny
- Vauxcéré
- Vauxtin
- Viel-Arcy
- Villers-en-Prayères
- Ville-Savoye